# Serrat de la Pedrera
El Serrat de la Pedrera és una muntanya de 851 metres que es troba al municipi de l'Espunyola, a la comarca catalana del Berguedà.